# Ramaria aurea
Ramaria aurea är en svampart som först beskrevs av Jakob Christan Schaeffer, och fick sitt nu gällande namn av Lucien Quélet 1888. Ramaria aurea ingår i släktet Ramaria och familjen Gomphaceae.   Inga underarter finns listade i Catalogue of Life.

## Källor

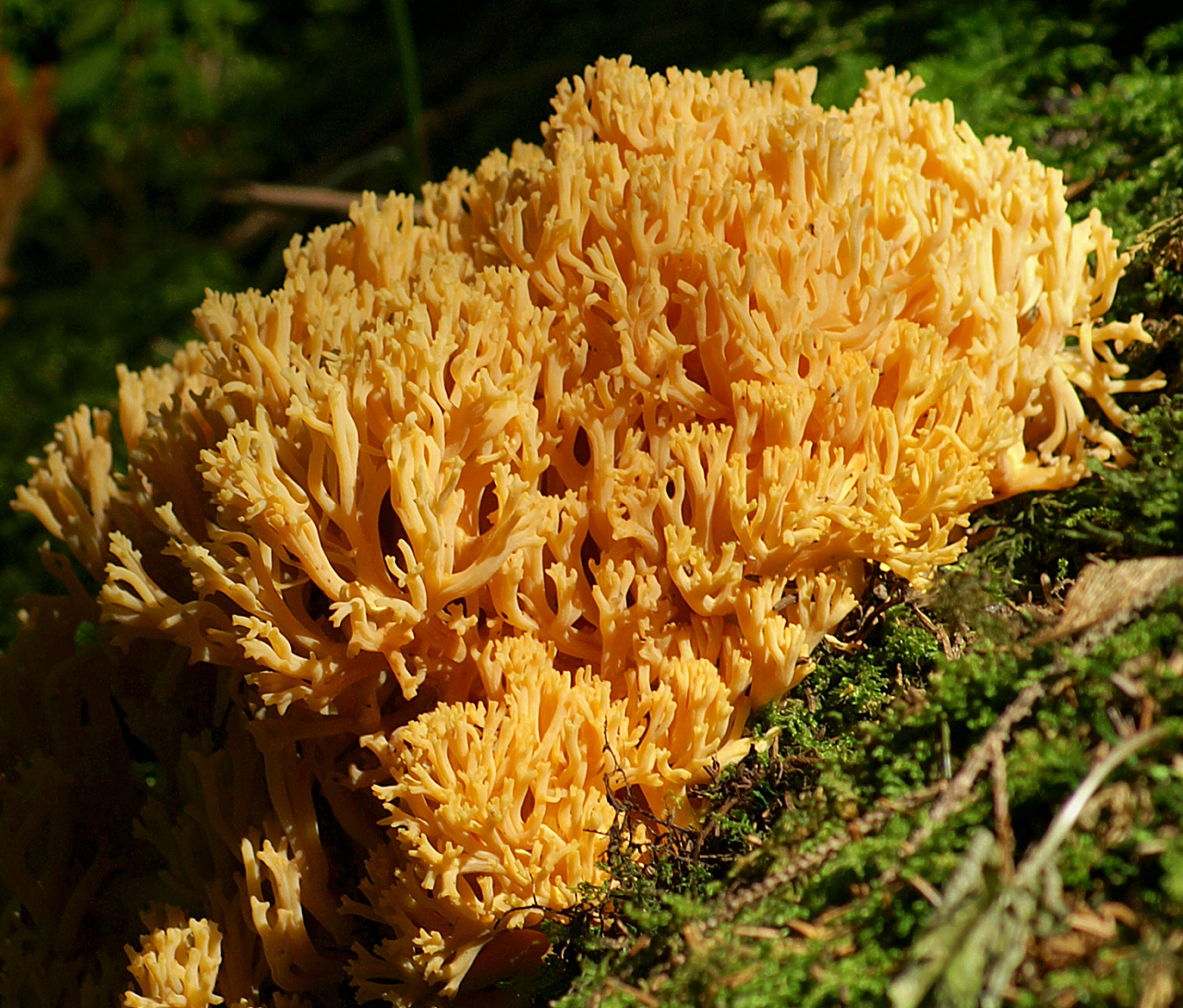
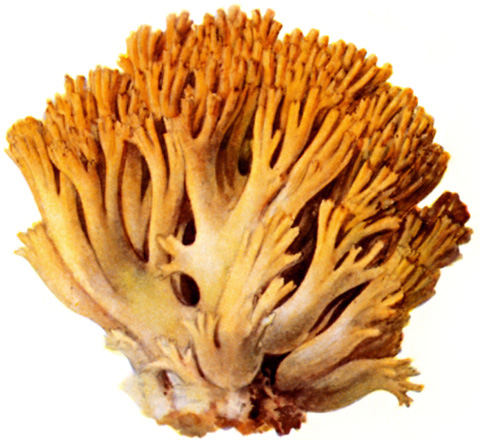
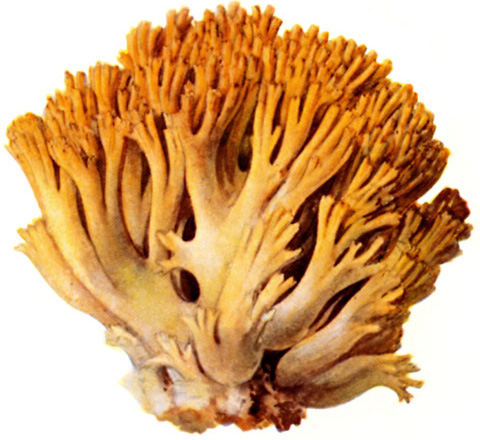
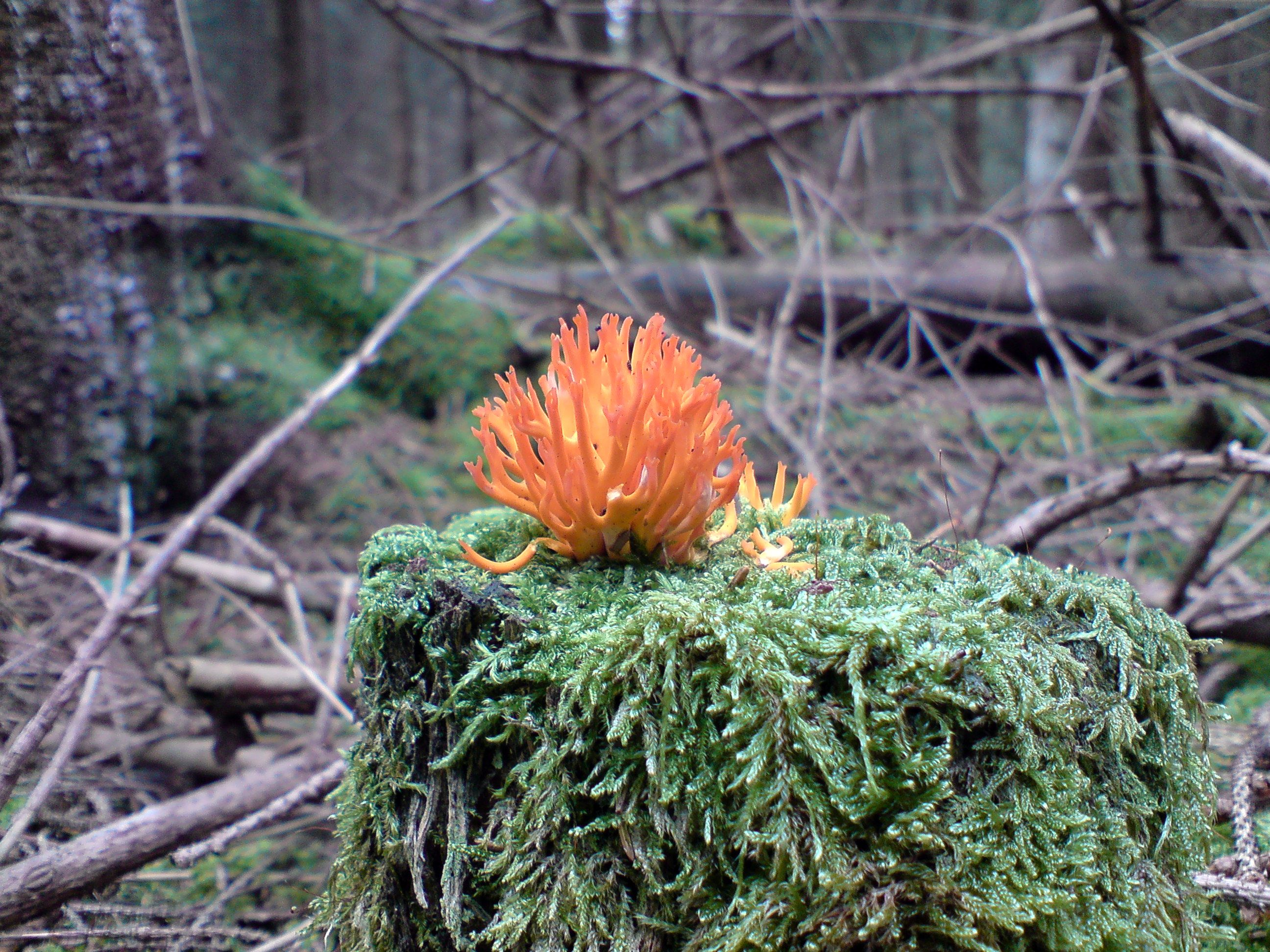
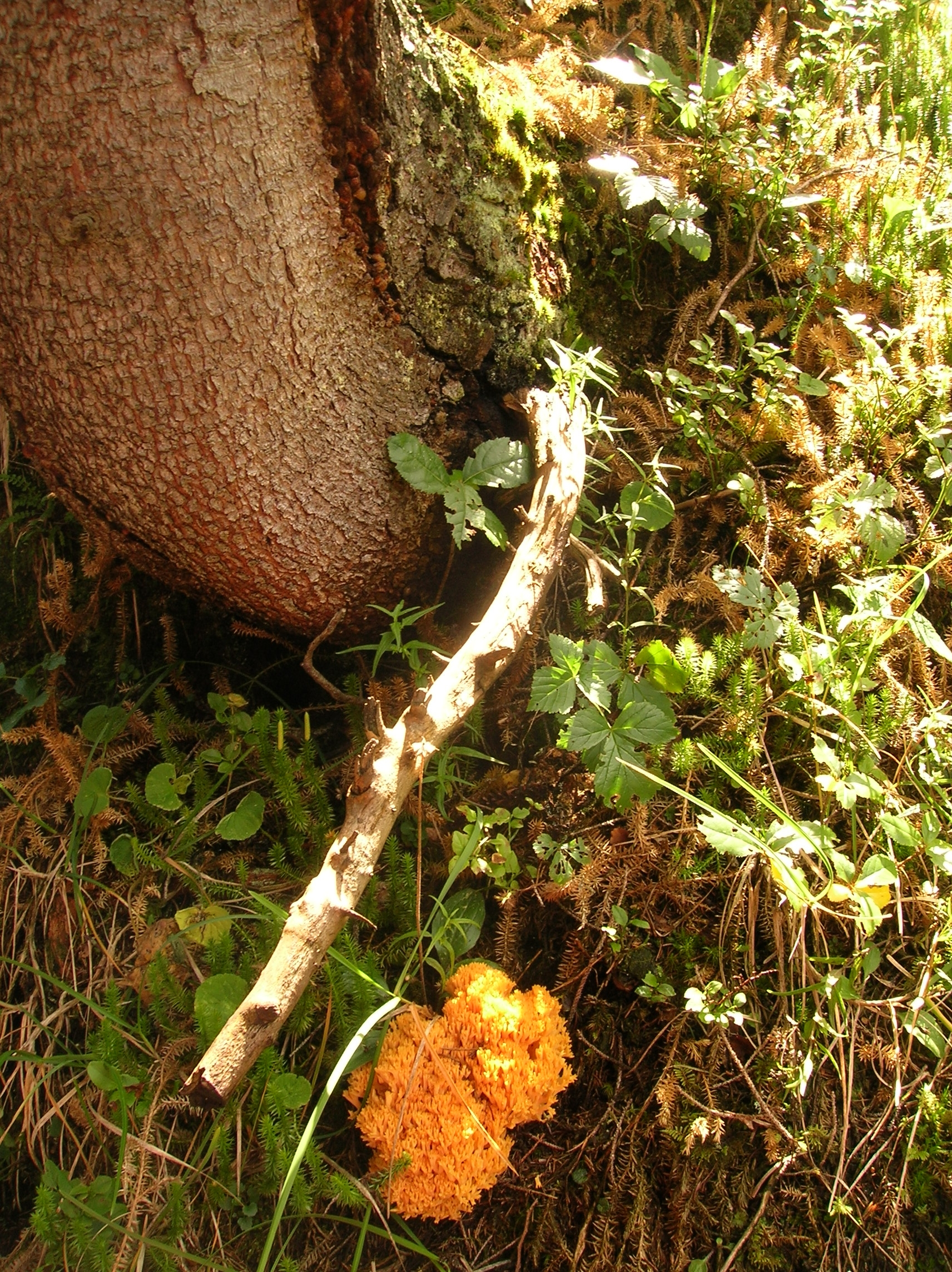
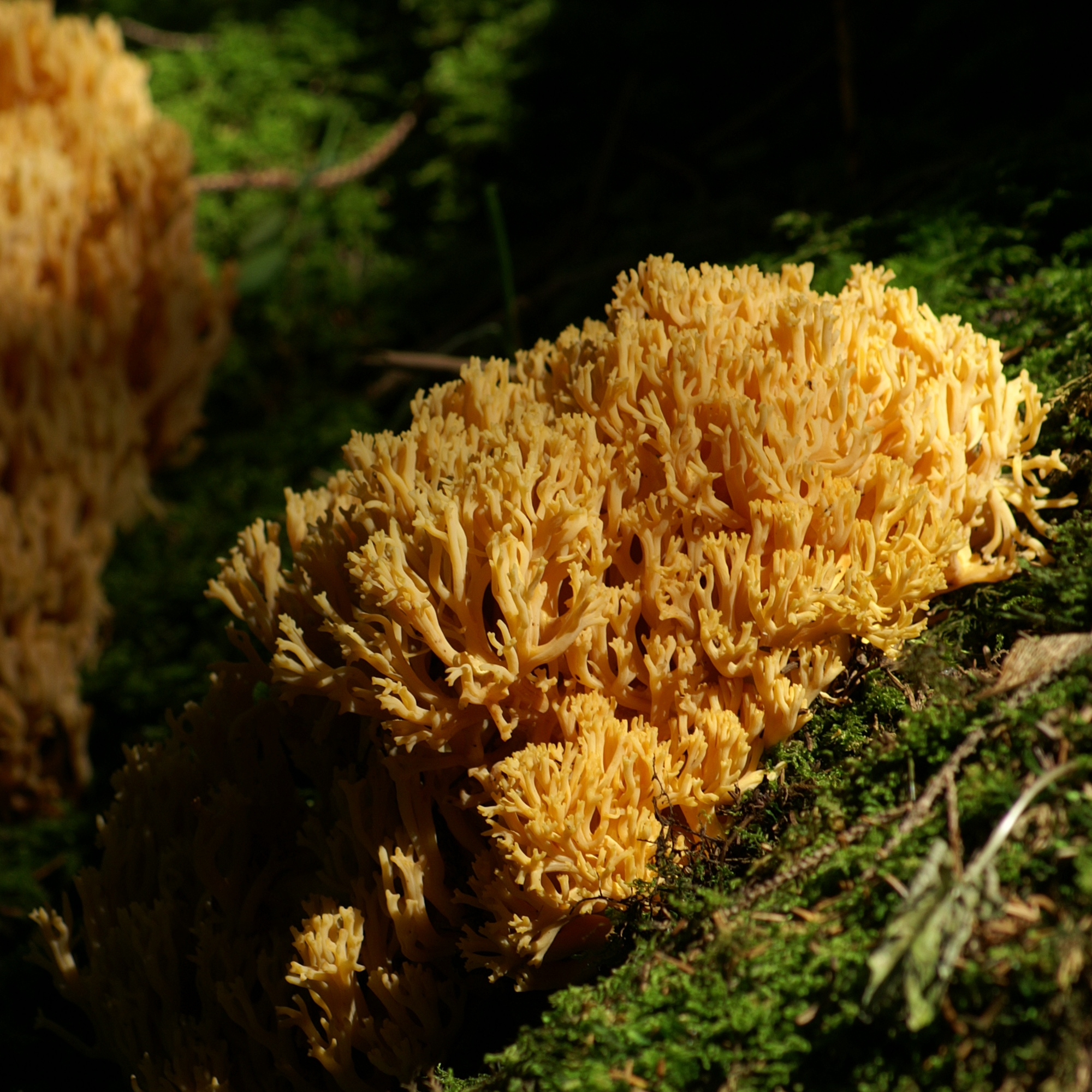
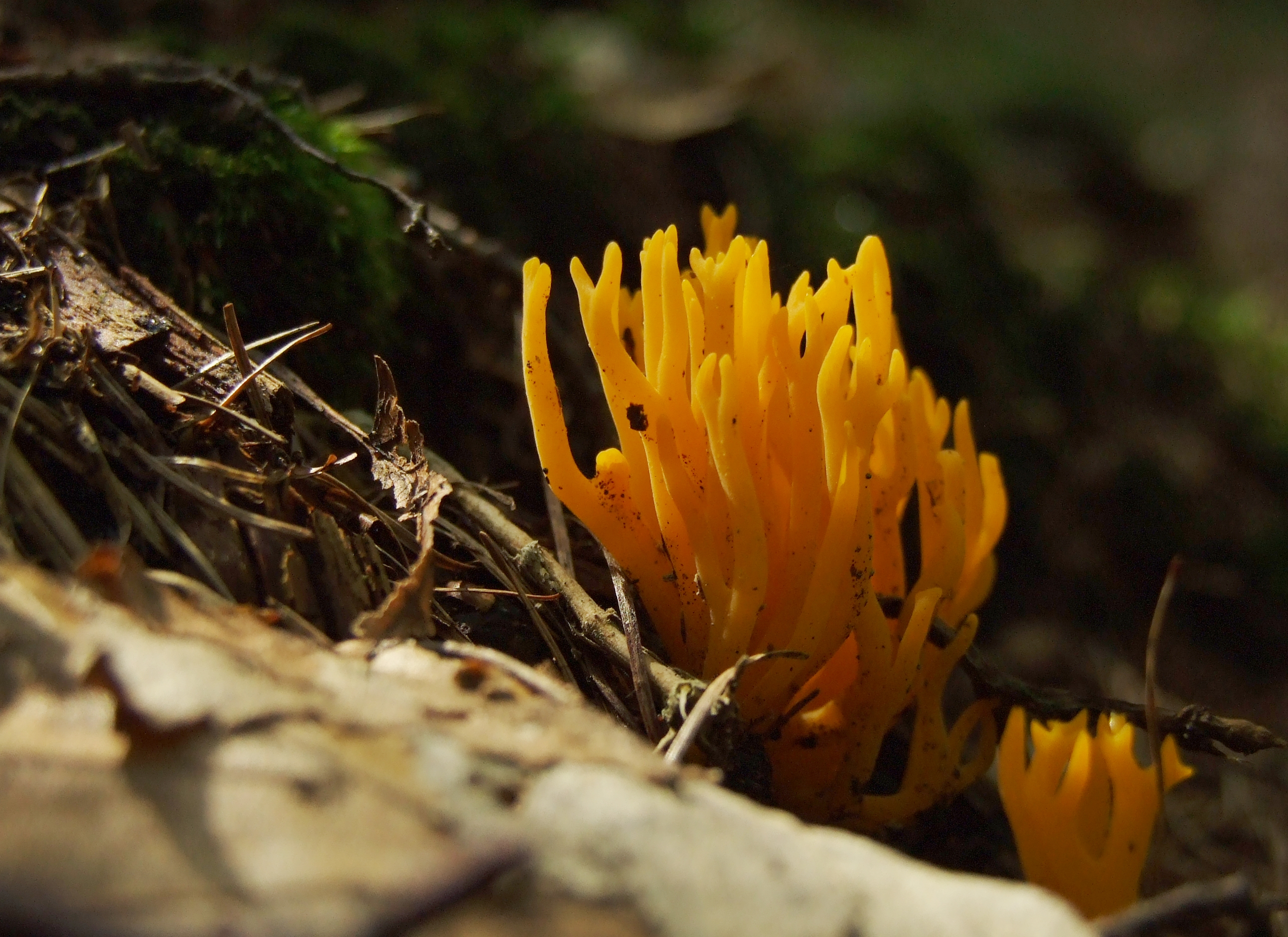